# جوديث إيلين فوستر
جوديث إيلين فوستر (بالإنجليزية: Judith Ellen Foster)‏ هي محامية أمريكية، ولدت في 1840 في لوويل في الولايات المتحدة، وتوفيت في 1910.